# 樂高星際大戰III：複製人戰爭
《樂高星際大戰III：複製人戰爭》是一款由Traveller's Tales开发，并由LucasArts发行在全平台上的乐高与《星球大战》主题动作冒险游戏。本作是《樂高星際大戰》系列的第四作，也是本系列首款登陆任天堂3DS平台的新作品。

## 劇情
劇情比前兩部作品的範圍小，只是講述了《複製人之戰》。劇情以2011年當時正在播映的《星際大戰：複製人之戰》影集為主，講述了複製人戰爭的故事，開始以安納金·天行者、歐比王·肯諾比和帕德梅·艾米达拉被關在基歐諾西斯鬥獸場的情節開始，遊戲情節包括了基歐諾西斯戰役，與阿莎潔‧凡翠絲的戰鬥等。

## 遊戲方式
遊戲方式與前兩部樂高星際大戰遊戲相若，只是首次增加了雙人模式。PS3和Wii的玩家可以玩另一位雙人模式的玩家進行光劍格鬥。
此外，每個關卡有10個可以獲得的物品，每關收集完成可以獲得一個人物，例：在關卡和平衛士中獲得10個物品可以獲得弑星者。

## 開發和市場
遊戲的開發早在2009年當《星際大戰：複製人之戰》第二季播映時開始。遊戲的開發在2010年6月（在複製人之戰動畫的第二季完結時），樂高集團開始增加關於動畫第二季末的劇情和使用光劍的新方式。然後在2010年晚年，樂高集團完成了遊戲還有開始了遊戲宣傳。在2010年10月23日，樂高集團發出了遊戲的第一部預告。在2011年發放了幕後和遊戲演示，任天堂也發出了3DS版本的預告。

## 評價
遊戲的評論褒貶不一，Gamespot給Windows、PlayStation 3，Xbox 360和Wii版本6.5/10分，給了3DS版本6/10分。IGN的給了Windows、Xbox 360和PlayStation 3版本7.5/10分，Wii版本7/10分，任天堂DS、任天堂3DS和PlayStation Portable版本6/10分。

## 外部連結
- （英文）遊戲官方網站 （页面存档备份，存于）